# Décès en 1043
Décès
- 1039
- 1040
- 1041
- 1042
- 1043
- 1044
- 1045
- 1046
- 1047

Cette page dresse une liste de personnalités mortes au cours de l'année 1043 :
- 14 février : Gisèle de Souabe, reine de Germanie, impératrice du Saint-Empire.
- 20 février : Alexis Studite, patriarche de Constantinople.
- 13 mai : Jean l'Orphanotrophe, eunuque et frère aîné de l’empereur byzantin Michel IV le Paphlagonien.
- 31 octobre : Abd Allah Ibn Al-Tayyib, médecin, philosophe  et moine nestorien, à Bagdad[1].

- Al-Muqtana Baha'uddin (en), ou Baha'uddin 'Ali ibn Ahmad ibn ad-Dayf, également connu en tant qu' Al-Muqtana Baha'uddin, Baha'uddin al-Muqtana, Bahā'a ad-Dīn, Bahā'a ad-Dīn, Ali ibn Ahmad, Baha' al-Din, Ali ibn ad-Dayf, Ali b ad-Tai ou Baha'u d-Din as-Samuqi, ismaéliste fondateur du druzisme.
- Ali II de Shirvan (en), chah de Chirvan.
- Cathal mac Ruaidhri (en), roi de Maigh Seóla (en) et de Iar Connacht (en) (Irlande).
- Geoffroi II (en), archevêque de Bordeaux.
- Georges Maniakès, général byzantin.
- Hallvard Vebjørnsson (en), martyr et saint patron de la ville d'Oslo.
- Hywel ap Owain, roi de Glywysing, (Pays de Galles).
- Moïse le hongrois (en), moine russe, saint de l'Église orthodoxe.
- Ratibor (en), prince des Abodrites.
- Henri Ier de Schweinfurt, comte de Pregnitz.

## Crédit d'auteurs
- Cet article est partiellement ou en totalité issu de l'article intitulé « 1043 » (voir la liste des auteurs).